# Земаљске сателитске станице
Земаљска сателитска станица представља крајњи комуникациони линк на Земљи објекта који се налази у свемиру. Са друге стране, други крај овог линка, који се налази у свемиру, често се назива свемирска „станица" иако тај термин генерално није исправан јер подразумева да човек мора бити у њој (енг. station = бити настањен). Исправније би било употребљавати термин сателит, мислећи на уређај, или термин вештачки сателит.
Земаљска сателитска станица се састоји од примопредајног дела - сателитске антене и станице која бележи податке и помоћу које се одвија комуникација са сателитом. Комуникација се остварује радио-таласима и то сигналима у микроталасном опсегу.